# Jenny De Smet
Jenny De Smet (ur. 3 lipca 1958 w Hamme) – belgijska kolarka szosowa i torowa, srebrna medalistka szosowych mistrzostw świata.

## Kariera
Największy sukces w karierze Jenny De Smet osiągnęła w 1978 roku, kiedy zdobyła srebrny medal w wyścigu ze startu wspólnego podczas szosowych mistrzostw świata w Valkenburgu. W zawodach tych wyprzedziła ją tylko Holenderka Petra de Bruin, a trzecie miejsce zajęła Beate Habetz z RFN. Był to jedyny medal wywalczony przez De Smet na międzynarodowej imprezie tej rangi. Wielokrotnie zdobywała medale szosowych mistrzostw kraju, w tym złoty w wyścigu ze startu wspólnego w 1982 roku. Startowała także na torze, zdobywając między innymi złote medale torowych mistrzostw RFN w indywidualnym wyścigu na dochodzenie w latach 1982-1984. Nigdy nie wzięła udziału w igrzyskach olimpijskich.